# IndyCar Series 2004
De IndyCar Series 2004 was het negende kampioenschap van de IndyCar Series. Het werd gewonnen door de Braziliaan Tony Kanaan. Tijdens het seizoen werd de 88e Indianapolis 500 gehouden die gewonnen werd door Buddy Rice. 

## Races
|    | Datum        | Circuit                          | Winnaar           | Tweede            | Derde             | Pole position     |
| 1  | 29 februari  | Homestead-Miami Speedway         | Sam Hornish Jr.   | Hélio Castroneves | Dan Wheldon       | Buddy Rice        |
| 2  | 21 maart     | Phoenix International Raceway    | Tony Kanaan       | Scott Dixon       | Dan Wheldon       | Dan Wheldon       |
| 3  | 17 april     | Twin Ring Motegi                 | Dan Wheldon       | Tony Kanaan       | Hélio Castroneves | Dan Wheldon       |
| 4  | 25 mei       | Indianapolis Motor Speedway      | Buddy Rice        | Tony Kanaan       | Dan Wheldon       | Buddy Rice        |
| 5  | 12 juni      | Texas Motor Speedway             | Tony Kanaan       | Dario Franchitti  | Alex Barron       | Dario Franchitti  |
| 6  | 26 juni      | Richmond International Raceway   | Dan Wheldon       | Vitor Meira       | Hélio Castroneves | Hélio Castroneves |
| 7  | 4 juli       | Kansas Speedway                  | Buddy Rice        | Vitor Meira       | Tony Kanaan       | Buddy Rice        |
| 8  | 17 juli      | Nashville Superspeedway          | Tony Kanaan       | Sam Hornish Jr.   | Hélio Castroneves | Buddy Rice        |
| 9  | 25 juli      | Milwaukee Mile                   | Dario Franchitti  | Buddy Rice        | Sam Hornish Jr.   | Vitor Meira       |
| 10 | 1 augustus   | Michigan International Speedway  | Buddy Rice        | Tony Kanaan       | Dan Wheldon       | Tony Kanaan       |
| 11 | 15 augustus  | Kentucky Speedway                | Adrián Fernández  | Buddy Rice        | Dan Wheldon       | Buddy Rice        |
| 12 | 22 augustus  | Pikes Peak International Raceway | Dario Franchitti  | Adrián Fernández  | Dan Wheldon       | Tony Kanaan       |
| 13 | 29 augustus  | Nazareth Speedway                | Dan Wheldon       | Tony Kanaan       | Dario Franchitti  | Hélio Castroneves |
| 14 | 12 september | Chicagoland Speedway             | Adrián Fernández  | Bryan Herta       | Tony Kanaan       | Hélio Castroneves |
| 15 | 3 oktober    | California Speedway              | Adrián Fernández  | Tony Kanaan       | Dan Wheldon       | Hélio Castroneves |
| 16 | 17 oktober   | Texas Motor Speedway             | Hélio Castroneves | Tony Kanaan       | Dan Wheldon       | Hélio Castroneves |

## Eindrangschikking
| Rank | Rijder            | Ptn |
| ---- | ----------------- | --- |
| 1.   | Tony Kanaan       | 618 |
| 2.   | Dan Wheldon       | 533 |
| 3.   | Buddy Rice        | 485 |
| 4.   | Hélio Castroneves | 446 |
| 5.   | Adrián Fernández  | 445 |
| 6.   | Dario Franchitti  | 409 |
| 7.   | Sam Hornish Jr.   | 387 |
| 8.   | Vitor Meira       | 376 |
| 9.   | Bryan Herta       | 362 |
| 10.  | Scott Dixon       | 355 |
| 11.  | Darren Manning    | 323 |
| 12.  | Alex Barron       | 310 |
| 13.  | Scott Sharp       | 282 |

| Rank | Rijder            | Ptn |
| ---- | ----------------- | --- |
| 14.  | Kosuke Matsuura   | 280 |
| 15.  | Toranosuke Takagi | 263 |
| 16.  | Ed Carpenter      | 245 |
| 17.  | Mark Taylor       | 232 |
| =    | A.J. Foyt IV      | 232 |
| 19.  | Tomas Scheckter   | 230 |
| 20.  | Felipe Giaffone   | 214 |
| 21.  | Townsend Bell     | 193 |
| 22.  | Jaques Lazier     | 104 |
| 23.  | Greg Ray          | 99  |
| 24.  | Robbie Buhl       | 44  |
| =    | Al Unser Jr.      | 44  |
| 26.  | Roger Yasukawa    | 39  |

| Rank | Rijder          | Ptn |
| ---- | --------------- | --- |
| 27.  | Tomáš Enge      | 31  |
| 28.  | Bruno Junqueira | 30  |
| 29.  | Jeff Simmons    | 26  |
| 30.  | Richie Hearn    | 12  |
| =    | Sarah Fisher    | 12  |
| =    | Robby McGehee   | 12  |
| =    | Buddy Lazier    | 12  |
| =    | Marty Roth      | 12  |
| 35.  | P.J. Jones      | 10  |
| =    | Robby Gordon    | 10  |
| =    | Larry Foyt      | 10  |